# 마이클 P. 앤더슨
마이클 필립 앤더슨(Michael Phillip Anderson, 1959년 12월 25일 ~ 2003년 2월 1일)은 미국 공군 중령, 미국 항공 우주국의 우주 비행사이다. STS-107 미션에서는 컬럼비아 우주왕복선의 사령관을 맡았으며, 대기권 재돌입시의 사고로 사망했다.

## 같이 보기
- 컬럼비아 우주왕복선 공중분해 사고